# Sheila Fitzpatrick
Sheila Fitzpatrick (Melbourne, 4 juni 1941) is een Australisch-Amerikaans geschiedkundige. Haar specialisaties zijn de sociale, politieke en culturele geschiedenis van de Sovjet-Unie en de geschiedenis van modern Rusland.

## Biografie
Sheila Fitzpatrick groeide op in Melbourne in de jaren veertig en vijftig van de twintigste eeuw. Brian Fitzpatrick, haar vader, was schrijver, geschiedkundige en journalist. Aangezien ze opgroeide tijdens de Koude Oorlog ging ze vaak hierover in discussie met haar vader. Ze studeerde aan de universiteit van Melbourne en behaalde daar in 1961 een BA in Russische geschiedenis. Ze kreeg een schoolbeurs voor Oxford en studeerde daar af in 1969. Haar thesis werd in 1970 gepubliceerd met de titel The commissariat of the Enlightenment. Van 1969 tot 1972 deed ze onderzoek voor de Londense school voor Slavische en Oost-Europese studies. In die periode reisde ze naar Moskou om daar onderzoek te doen. In 1972 verhuisde ze naar de Verenigde Staten.
Sheila Fitzpatrick is lid van de American Academy of Arts and Sciences en de Australian Academy of the Humanities. Van 1996 tot 2006 was ze mede-uitgever van The Journal of Modern History. In 2002 ontving ze een prijs van de Mellon Foundation voor haar academische werk. Ze doceert Sovjetgeschiedenis aan de Universiteit van Chicago. Haar recente werken draaien om sociale en culturele geschiedenis tijdens het stalinisme.

## Sociale geschiedenis
Fitzpatrick houdt zich vooral bezig met de sociale geschiedenis en tracht de politieke invloeden te vermijden. In haar eerste werken legt ze zich toe op sociale mobiliteit tijdens het stalinisme. Ondanks zijn brutaliteit, heeft het stalinisme als cultuur de doelstellingen van de democratische revolutie bereikt. Het middelpunt van de aandacht ging uit naar de slachtoffers van de zuiveringen in plaats van naar de begunstigden. Nog een gevolg van de Grote Zuivering was dat duizenden arbeiders en communisten, die tijdens het eerste vijfjarenplan toegang hadden tot de technische hogescholen, promoties ontvingen in de industrie, de overheid en in de Communistische Partij. Daardoor slaagde de arbeidersklasse erin om te stijgen op de sociale ladder en een nieuwe elite te vormen. 
Volgens Fitzpatrick kunnen we de culturele revolutie in de late jaren 1920 deels verklaren door een klassenstrijd tussen leidinggevenden en de intellectuele bourgeoisie. Het volk heeft in de jaren 1930 een belangrijke actieve rol gespeeld in het afzetten van de voormalige leiders die hun eigen promotie blokkeerden. De grote ommekeer ontstaat vanuit de basis van de samenleving in plaats van aan de top. In dit opzicht berust het stalinisme op maatschappelijke krachten en biedt het een antwoord op het populaire radicalisme. Het laat een gedeeltelijke consensus toe tussen het huidige regime en de vernieuwde samenleving in de jaren 1930. 
Dit maakt van haar in de jaren zeventig en tachtig een pionier. Haar werk was eerder controversieel in de context van de Koude Oorlog maar heeft thans een belangrijke plaats bij de studie van de Russische geschiedenis.

## Culturele geschiedenis
In The Commissariat of Enlightenment maakte Fitzpatrick gebruik van nieuwe bronnen. Ze leerde Igor Sats kennen en werkte met de Narkomprod-archieven. Daardoor werd haar boek vernieuwend. Het was ruimdenkend en beschreef een nieuwe visie omtrent het culturele beleid.

## Werken
- The Commisariat of Enlightenment. Soviet Organization of Education and the arts under Lunacharsky, 1917-1921. Oxford University Press, 1970.
- Cultural Revolution in Russia. 1928-1931. Indiana University Press, 1970.
- Education and Social Mobility in the Soviet Union. 1921-1932. Cambridge University Press, 1979.
- The Russian Revolution. Oxford University Press, 1994 (1982).
- The Cultural Front. Power and culture in revolutionary Russia. Cornell University Press, 1992.
- Stalin's Peasants: Resistance and Survival in the Russian Village after Collectivization. Oxford University Press, 1994.
- (ed. with Robert Gellately). Accusatory Practices: Denunciation in Modern European History. 1789-1989. University of Chicago Press, 1997.
- Everyday Stalinism: Ordinary Life in Extraordinary Times: Soviet Russia in the 1930s. Oxford University Press, 1999.
- (ed. with Yuri Slezkine). In the Shadow of Revolution: Life Stories of Russian Women from 1917 to the Second World War. Princeton, 2000.
- (ed.). Stalinism: New Directions. Routledge, 2000.
- Tear off the Masks! Identity and Imposture in Twentieth-Century Russia. Princeton University Press, 2005.
- Political Tourists: Travellers from Australia to the Soviet Union in the 1920s - 1940s. Eds. Sheila Fitzpatrick and Carolyn Rasmussen. Melbourne University Press, 2008.

## Trivia
- Sheila Fitzpatrick is violiste.